# Букін Андрій Васильович
Андрі́й Васи́льович Букін (* 7 грудня 1986 Суми)  — учасник російсько-української війни, волонтер, український громадський і політичний діяч.

## Життєпис

### Навчання
2004—2009  — навчався в Українській академії банківської справи Національного банку України, де здобув фах юриста.
2009—2012  — здобув другу вищу освіту за фахом практичний психолог у Сумському державному педагогічному університеті ім. А. С. Макаренка.

### Професійна діяльність
2007—2009 — працював на посаді спеціаліста з питань правового виховання Сумського міського центру дозвілля молоді Сумської міської ради.
2009—2013 — юрисконсульт Сумського обласного центру соціально-психологічної допомоги Сумської обласної ради.
2013 — фізична особа-підприємець.
2017 — приватний підприємець. Юрист.

### Україно-російська війна
З початком Антитерористичної операції на Сході України Андрій Букін стає волонтером, який збирає та доставляє допомогу бійцям 27-ї реактивної бригади, 15-му батальйону територіальної оборони та іншим військовим формуванням, які виконують завдання в Луганській та Донецькій областях.
За рік активної діяльності волонтерський центр, який виник за ініціативи Андрія Букіна, здійснив понад 70 поїздок у зону АТО. Свою першу поїздку як волонтер здійснив 6 червня 2014 року. А вже в серпні 2015 року сам пішов служити.
Про одну із найнебезпечніших поїздок до зони АТО, яка яскраво характеризує Андрія, відомо з його слів:
| За Авдіївкою є позиція, називається Спартак. Наші хлопці трималися там, невеликий підрозділ, лише 12 чоловік. І якимось духом туди попав сумчанин, який попросив допомоги. Це був грудень 14-го. І ми приїхали на той крайній пост із Сергієм Зленком. Складність полягала в тому, що там артобстріл сепарський, вся дорога прострілювалася. І нам кажуть: далі – ніяк. А я: нічого не знаю, треба! Добре, кажуть військові, попросимо в штабі, щоб наші артилеристи почали їх крить і у вас буде хвилин 20, аби проскочити. А коли, кажуть, будете їхати назад, кинете на цей номер есемеску і ми почнемо гупать, щоб ви так само мали 20 хвилин. І ми поїхали тією «дорогою жизні», а вона розбита, купа осколків, міст зруйнований… Але яке щире здивування було у хлопців, коли ми доїхали, як вони на нас дивилися!.. А ми привезли «буржуйки», воду, теплий одяг. Лише коли вернулися назад, уже в Авдіївці, прийшло: те що ми зробили, до нас не зміг зробити ніхто. Мабуть, за ту одну поїздку наш бус відпрацював себе на 110 відсотків. А хтось інший міг би не доїхати, і хто знає, що б там було з хлопцями… Це була одна з найризикованіших наших експедицій… |
2015—2016 рр. Служив у НГУ, батальйон оперативного призначення імені Героя України генерала Сергія Кульчицького. Старший солдат.

### Політична діяльність
2004—2014 — набув значний професійний досвід у передвиборчих кампаніях.
Має досвід у суспільно-політичній та громадські діяльності. З 2017 р. і по теперішній час є виконавчим директором ГО «Студія правових та соціальних досліджень», а з 2018 — виконавчий директор ГО "Клуб «Шанс».
Як громадський активіст входив та входить до складу робочих груп:
- з питань вивчення стану фінансування медичної галузі;
- з питань протидії поширенню вірусних гепатитів серед уразливих верств населення Сумської області;
- з підготовки плану перехідного періоду фінансування профілактичних послуг для представників груп підвищеного ризику щодо інфікування ВІЛ протягом 2015—2018 років;
- з питань розвитку системи громадського здоров'я в Сумській області; громадської ради при Сумській ОДА та з питань праці та соціального захисту населення;
- обласної ради з питань протидії туберкульозу та ВІЛ-інфекції/СНІДу; обласної спостережної комісії Сумської облдержадміністрації.

Є тренером та консультантом, а саме:
- проекти ГО "Клуб «Шанс» щодо забезпечення раціонального та підзвітного використання коштів медичної галузі Сумської області;
- «Забезпечення сталої роботи програм зменшення шкоди шляхом впливу громадськості на процеси формування політик та розподілу місцевих бюджетів»;
- «Забезпечення підзвітного та ефективного використання коштів місцевих бюджетів у сфері охорони здоров'я Сумської області»;
- «WikiLiky»;
- «Забезпечення сталого фінансування програм зменшення шкоди: від прецедентів до системних змін»;
- «Впровадження інформаційно-аналітичних систем у сфері охорони здоров'я на місцевому рівні»;
- «Забезпечення сталої відповіді на епідемії ТБ і ВІЛ/СНІДу: від сервісів до адвокації»; керівник проекту «Взаємодія та партнерство — запорука безпечної громади».

### Нагороди
- Нагрудний хрест, відзнаки НГУ 1-го батальйону оперативного призначення імені Героя України генерала Сергія Кульчицького.
- Відзнака Президента України «За гуманітарну участь в антитерористичній операції».
- Нагрудний знак «Учасник АТО».

### Громадська діяльність
Громадську діяльність розпочав у 2004 році як активіст студентського руху спротиву проти об'єднання «Ні СНУ!», що згодом отримала назву «Революція на траві». З того часу Андрій Букін став співзасновником ряду молодіжних громадських організацій області, а саме: Сумська молодіжна громадська організація «Студентське братство Сумщини», Сумська обласна громадська організація "Спілка української молоді «Сумщина».
З 2005 року Андрій виступає в ролі ідейного організатора та інструктора вже на той час пілотного в Україні проекту «Лідер змінює оточення», зміст якого полягає в проведенні серії байдаркових сплавів за різноманітними туристичними маршрутами.
У 2006 році стає координатором молодіжного табору військово-патріотичного спрямування «Повстанська Ватра».
З 2008 по 2010 рік був на посаді голови Проводу Сумської обласної організації ВМГО «Молодіжний націоналістичний конгрес», стає координатором всеукраїнської військово-патріотичної гри «Гурби-Антонівці», дискусійного кіно-клубу «Сварог», співорганізатором Всеукраїнського фестивалю Дні документального кіно «Український контекст».
З 2010 по 2013 рік — заступник голови Сумської обласної молодіжної організації «Студентське братство Сумщини». Менеджер проектів «Молодіжна школа лідерства», «Школа працевлаштування — у пошуках себе», проєкту «Ти маєш право на протест» за підтримки посольства США в Україні.
З 2013 року — експерт з питань державних закупівель Сумської обласної організації «Бюро аналізу політики».
Після повернення з російсько-української війни, відразу поринув в активну громадську діяльність, пов'язану з ГО "Клуб «Шанс», в якій на цей час Букін є виконавчим директором.
2016 — за ініціативи Андрія Сумська область стала першою серед областей України, що пілотувала обласну програму розв'язання соціально значущих проблем з використанням механізму соціального замовлення за рахунок бюджетних коштів. Нині програма набула активного поширення в Україні, а в Сумській області за участю ініціативної групи під керівництвом А. В. Букіна 2019 року в цій програмі вперше з'явився напрям молодіжної політики.